# 2013年大马士革攻势
2013年大马士革攻势是指第三次大马士革农村省攻势結束後，从2013年2月初，叙利亚反对派在大马士革市及其周边发动的一系列行动。
2月6日，反对派在大马士革市中心边缘发动了一场代号“哈米吉多顿之战”的行动。在行动中反对派冲破了政府军的路障，攻入了约巴（Jobar）区。大马士革环路的一部分也被反对派武装占领，这条环路一直被用作阻隔大马士革市中心和古塔（Ghouta）地区的屏障。反对派还在大马士革北部的阿德拉（Adra）发动攻击。
2月10日，一名反对派声称反对派武装已经在约巴区夺取了另一座军事检查站。但是叙利亚人权观察组织（SOHR）声称争夺高速公路的战斗仍在持续，而在一天前对反对派发动空袭之后，政府军已经夺回了该地区。
2月19日，反对派开始向约巴区部署卡车载的防空武器，试图稳固反对派在大马士革东部地区取得的成果。
2月20日，政府军发射的一枚飞毛腿导弹击中了杜乌马（Douma）附近伊斯兰武装组织伊斯蘭旅的指挥中心，这个组织此前充当了冲破政府军阻截攻入约巴区的先锋。在袭击中该组织的创立者和指挥官扎哈蘭·阿魯什受伤。遭袭地区被彻底摧毁，多名反对派武装被炸死或炸伤。
2月21日，在大马士革的巴泽区，反对派针对安全部门的目标发动了三次汽车炸弹袭击。根据居民和活动人士的说法，位于倭马亚广场的叙利亚政府军指挥机构和其他驻有政府军和安全部门官员的街道和广场也遭到了多枚迫击炮弹的袭击。SOHR声称在这些袭击中22人丧生，其中大部分为政府军。
2月27日，SOHR声称反对派发射了多枚迫击炮弹，擊中了大马士革大学内的军方司法和文化部门。
3月2日，据报道在德拉雅政府军和反对派之间爆发激烈交火。叙利亚地方协调委员会声称反对派武装攻击了一支试图突袭德拉雅的政府军车队，并击退了政府军多次试图突袭约巴区的尝试。
3月3日，据报道反对派向大马士革的安全部队指挥中心发射了多枚火箭弹，但未知有否造成人员傷亡。
3月12日，在大马士革附近，30名逃兵在政府军的一次伏击中被击毙。当时他们正在逃往反对派控制的东古塔地区。
3月18日，在大马士革活动的反对派向大马士革总统官邸发射迫击炮弹，但未知有否造成人员傷亡。
3月21日，在Al-Mazraa区的Iman清真寺发生了一起爆炸事件，导致41人丧生，其中包括逊尼派神职人员Sheikh Mohammed al-Buti。Al-Buti是叙利亚逊尼派中最突出的叙政府支持者之一。叙利亚国家电视台声称这次袭击事件是一起自杀式炸弹袭击，但一些居民声称爆炸是由一枚击中附近警察局的迫击炮弹引起的。
3月25日，反对派发动了自内战爆发以来针对大马士革市中心最猛烈的轰炸。据报道迫击炮弹击中了倭马亚广场，当地坐落着叙利亚复兴党的总部、空军情报部门总部和国营电视台。炮击发生时，反对派试图向大马士革Kafr Souseh区推进。作为报复，政府军从Qasioun山区发动炮击。